# Маньяра (регіон)
Маньяра (англ. Manyara) — один з 31 регіону Танзанії. Має площу 47 913 км², з яких 46 359 км² належать до суші, за переписом 2012 року його населення становило 1 425 131 особа. Адміністративним центром регіону є місто Бабаті.

## Географія
Розташований на півночі країни, на території цієї області знаходиться озеро Маньяра.

## Адміністративний поділ
Адміністративно область поділена на 5 округів:
- Мбулу
- Хананг
- Бабаті
- Симанджиро
- Кікето